# DnaA
DnaA je protein koji započinje inicijaciju replikacije DNK kod prokariota. On je faktor inicijacije replikacije koji promoviše raspletanje DNK na oriC segmentu. Početak faze inicijacije replikacije DNK je određen između ostalog koncentracijom DnaA. Ovaj faktor se akumulira tokom ćelijskog rasta i zatim inicira replikaciju. Replikacija počinje vezivanjem DnaA-a za devetomerno ponavljanje baza ispred oriC. Vezivanje DnaA dovodi do razdvajanja lanaca, i DNK formira petlju u pripremi za otapanje posredovano helikazom DnaB.

## Spoljašnje veze
- DnaA+protein,+Bacteria на 